# Трговиште (Књажевац)
Трговиште је насеље у Србији у општини Књажевац у Зајечарском округу. Према попису из 2022. било је 1590 становника (према попису из 1991. било је 1998 становника).

## Демографија
У насељу Трговиште живи 1359 пунолетних становника, а просечна старост становништва износи 47,1 година (46,0 код мушкараца и 48,3 код жена). У насељу има 536 домаћинстава, а просечан број чланова по домаћинству је 2,97.
Ово насеље је великим делом насељено Србима (према попису из 2002. године).
|  |

| Демографија | Демографија | Демографија |
| Година      | Становника  | Становника  |
| ----------- | ----------- | ----------- |
| 1948.       | 606         |             |
| 1953.       | 644         |             |
| 1961.       | 667         |             |
| 1971.       | 913         |             |
| 1981.       | 1.541       |             |
| 1991.       | 1.998       | 1.968       |
| 2002.       | 1.953       | 1.998       |
| 2011.       | 1.712       |             |
| 2022.       | 1.590       |             |

| Етнички састав према попису из 2002.‍ | Етнички састав према попису из 2002.‍ | Етнички састав према попису из 2002.‍ | Етнички састав према попису из 2002.‍ | Етнички састав према попису из 2002.‍ |
| ------------------------------------ | ------------------------------------ | ------------------------------------ | ------------------------------------ | ------------------------------------ |
|                                      |                                      |                                      |                                      |                                      |
| Срби                                 | Срби                                 |                                      | 1.935                                | 99,07%                               |
| Роми                                 | Роми                                 |                                      | 11                                   | 0,56%                                |
| Хрвати                               | Хрвати                               |                                      | 1                                    | 0,05%                                |
| непознато                            | непознато                            |                                      | 3                                    | 0,15%                                |

| Година пописа     | 1948. | 1953. | 1961. | 1971. | 1981. | 1991. | 2002. |
| ----------------- | ----- | ----- | ----- | ----- | ----- | ----- | ----- |
| Број домаћинстава | 145   | 156   | 169   | 252   | 395   | 500   | 550   |

| Број чланова      | 1  | 2   | 3   | 4   | 5  | 6  | 7  | 8 | 9 | 10 и више | Просек |
| ----------------- | -- | --- | --- | --- | -- | -- | -- | - | - | --------- | ------ |
| Број домаћинстава | 51 | 119 | 122 | 105 | 77 | 50 | 18 | 7 | 0 | 1         | 3,55   |

| Пол    | Укупно | Неожењен/Неудата | Ожењен/Удата | Удовац/Удовица | Разведен/Разведена | Непознато |
| ------ | ------ | ---------------- | ------------ | -------------- | ------------------ | --------- |
| Мушки  | 849    | 192              | 590          | 50             | 16                 | 1         |
| Женски | 841    | 86               | 603          | 129            | 23                 | 0         |
| УКУПНО | 1.690  | 278              | 1.193        | 179            | 39                 | 1         |

| Пол    | Укупно                    | Пољопривреда, лов и шумарство | Рибарство                            | Вађење руде и камена | Прерађивачка индустрија       |
| ------ | ------------------------- | ----------------------------- | ------------------------------------ | -------------------- | ----------------------------- |
| Мушки  | 421                       | 27                            | 0                                    | 4                    | 226                           |
| Женски | 322                       | 8                             | 0                                    | 1                    | 199                           |
| УКУПНО | 743                       | 35                            | 0                                    | 5                    | 425                           |
| Пол    | Производња и снабдевање   | Грађевинарство                | Трговина                             | Хотели и ресторани   | Саобраћај, складиштење и везе |
| Мушки  | 12                        | 39                            | 36                                   | 5                    | 9                             |
| Женски | 4                         | 2                             | 24                                   | 13                   | 1                             |
| УКУПНО | 16                        | 41                            | 60                                   | 18                   | 10                            |
| Пол    | Финансијско посредовање   | Некретнине                    | Државна управа и одбрана             | Образовање           | Здравствени и социјални рад   |
| Мушки  | 2                         | 1                             | 25                                   | 7                    | 11                            |
| Женски | 4                         | 2                             | 4                                    | 16                   | 40                            |
| УКУПНО | 6                         | 3                             | 29                                   | 23                   | 51                            |
| Пол    | Остале услужне активности | Приватна домаћинства          | Екстериторијалне организације и тела | Непознато            | Непознато                     |
| Мушки  | 10                        | 0                             | 0                                    | 7                    | 7                             |
| Женски | 2                         | 0                             | 0                                    | 2                    | 2                             |
| УКУПНО | 12                        | 0                             | 0                                    | 9                    | 9                             |